# Mr. & Mrs. Bloom
Mr. & Mrs. Bloom (v anglickém originále Undercovers) je americký akční a špionážní televizní seriál vytvořený J.J. Abramsem a Joshem Reimsem pro americkou televizi NBC.
Vzhledem k nízké sledovanosti byl seriál 4. listopadu 2010 zrušen. Ke dni 29. prosince 2010 bylo odvysíláno jen 11 z 13 epizod. Zbytek nebyl v Americe odvysílán. V Austrálii byly zbylé dvě epizody premiérově uvedeny 2. a 9. ledna 2012.
V Česku tento seriál uváděla TV Nova od 16. července 2012.

## O seriálu
Bývalé agenty CIA, manžele Samanthu a Stevena Bloomovy kontaktuje po pěti letech agent CIA Shaw s tím, že jejich tehdejší společný přítel a agent Leo Nash byl při pátrání po ruském překupníkovi zbraní unesen. Manželský pár se tak vrací do práce tajných služeb, aby svého přítele ze spárů ruských mafiánů dostal.

## Obsazení
| Gugu Mbatha-Raw  | Samantha Bloomová |
| Boris Kodjoe     | Steven Bloom      |
| Ben Schwartz     | Bill Hoyt         |
| Mekia Cox        | Lizzy Gilliama    |
| Carter MacIntyre | Leo Nash          |
| Gerald McRaney   | Carlton Shaw      |

## Seznam dílů
| Č. v seriálu | Původní název           | Český název        | Režie                | Scénář                    | Premiéra v USA     | Premiéra v ČR     |
| ------------ | ----------------------- | ------------------ | -------------------- | ------------------------- | ------------------ | ----------------- |
| 1            | Pilot                   | Nový začátek       | J. J. Abrams         | J. J. Abrams a Josh Reims | 22. září 2010      | 16. července 2012 |
| 2            | Instructions            | Instrukce          | Stephen Williams     | J. J. Abrams a Josh Reims | 29. září 2010      | 23. července 2012 |
| 3            | Devices                 | Nástroje           | Tucker Gates         | J. J. Abrams a Josh Reims | 6. října 2010      | 30. července 2012 |
| 4            | Jailbreak               | Na útěku           | Anthony Hemingway    | Phil Klemmer              | 13. října 2010     | 6. srpna 2012     |
| 5            | Not Without My Daughter | Bez dcery neodejdu | Dan Attias           | Elwood Reid               | 20. října 2010     | 13. srpna 2012    |
| 6            | Xerxes                  | Xerxes             | Stephen Williams     | Michael Foley             | 27. října 2010     | 20. srpna 2012    |
| 7            | Assassin                | Atentátník         | Brad Anderson        | Karin Gist                | 3. listopadu 2010  | 27. srpna 2012    |
| 8            | Crashed                 | Nehoda             | Rosemary Rodriguez   | Anthony Sparks            | 10. listopadu 2010 | 3. září 2012      |
| 9            | A Night to Forget       | Ztráta paměti      | Frederick E. O. Toye | Alex Katsnelson           | 1. prosince 2010   | 10. září 2012     |
| 10           | Funny Money             | Pro peníze         | Jonas Pate           | Tracy Bellomo             | 22. prosince 2010  | 17. září 2012     |
| 11           | The Key to It All       | Klíč od minulosti  | Tucker Gates         | Phil Klemmer              | 29. prosince 2010  | 24. září 2012     |
| 12           | Dark Cover              | Skrytá identita    | Jeff Thomas          | Elwood Reid               | nebylo vysíláno    | 1. října 2012     |
| 13           | The Reason              | Vysvětlení         | Stephen Williams     | Michael Foley             | nebylo vysíláno    | 8. října 2012     |

## Výroba
Dne 3. května 2010 bylo oficiálně ohlášeno uvedení premiéry na podzim téhož roku. Americká premiéra se uskutečnila 22. září 2010.
Dne 4. listopadu 2010, po týdnech špatné sledovanosti televize NBC oznámila, že seriál ruší. Poté byly ještě v prosinci 2010 odvysílány tři epizody. Dvě epizody se však své premiéry nedočkaly a NBC je v nejbližší době neplánovala odvysílat. Warner Home Video dosud[kdy?] neoznámil, jestli vyjde kompletní série na DVD nebo Blu-ray.
V květnu 2011 byla premiérově uvedena kompletní první série ve Velké Británii na Virgin Media jako On Demand WarnerTV.